# Marcelle Lender

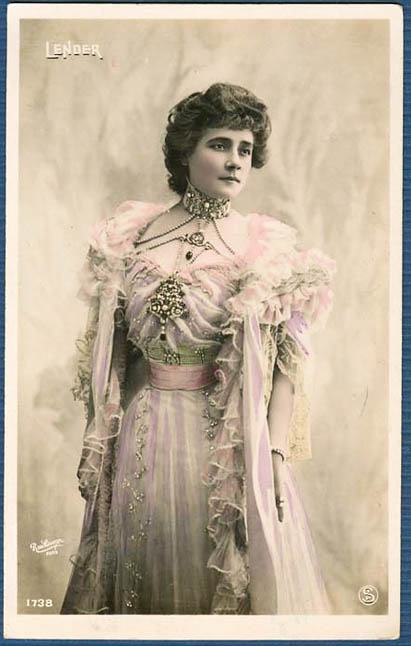
Marcelle Lender (1909)

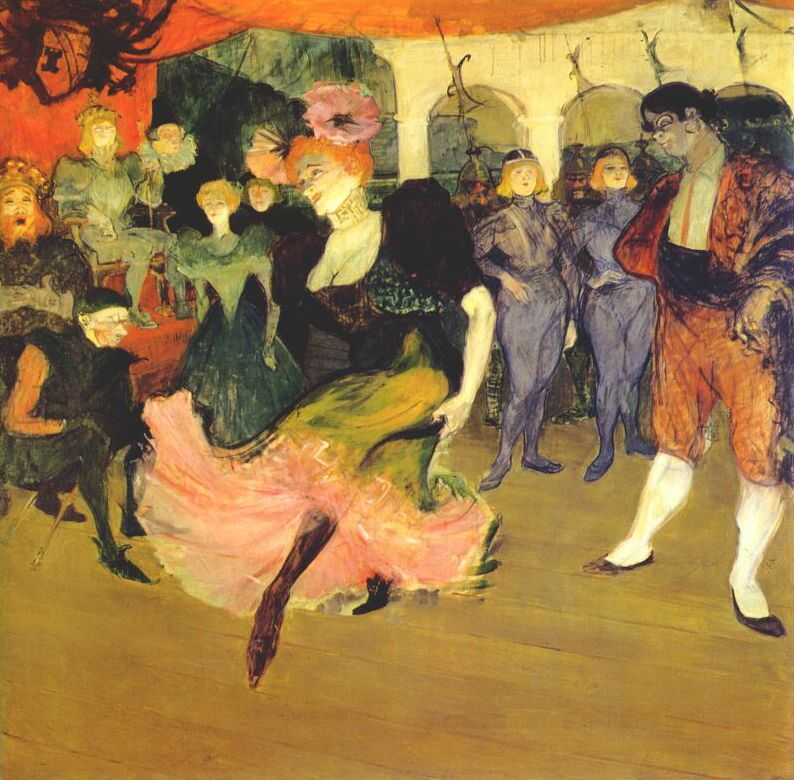
Lender tanzt Bolero in chilperic

Marcelle Lender (* 1862, wahrscheinlich in Nancy; † 27. September 1926) war eine französische Schauspielerin, die heute noch durch Bilder von Henri de Toulouse-Lautrec bekannt ist.

## Biographie
Geboren wurde sie als Anne-Marie Marcelle Bastien. Sie erlernte zunächst den Beruf einer Modistin. Im Alter von 16 Jahren ging sie dann zur Bühne. In Paris trat sie zunächst im Théâtre des Batignolles auf und war ab 1885 in Sankt Petersburg im Théâtre Michel engagiert. 1889 kehrte sie nach Paris zurück und machte sich in den nächsten Jahren vor allem durch Auftritte im Théâtre des Variétés, Théâtre du Gymnase Marie Bell und Théâtre du Palais-Royal einen Namen. Dort spielte sie in Stücken von renommierten Bühnenautoren wie Robert de Flers, Oscar Méténier, Alfred Capus, Léon Gandillot und Ernest Blum.
Sie war zu dieser Zeit außerordentlich berühmt. So erschienen in der Presse regelmäßig illustrierte Bühnenszenen der Karikaturisten Edward Ancourt und Yves Marevéry mit ihr als Hauptakteur. Ihre Auftritte wurden regelmäßig in vielen Zeitungen und Journalen angekündigt. Auch die Presse in der Kolonie Algerien berichtete von ihren Auftritten. Wie andere Künstler auch, so war Toulouse-Lautrec von ihr begeistert und malte sie mehrfach. Das bekannteste Bild zeigt Lenders mit flammrotem Haar, Bolero tanzend in dem Bühnenstück Chilperic. Der Maler Gabriel Martin widmete ihr das Gedicht Les Hanches. und der Schauspieler Frédérick Lemaître bewunderte sie so sehr, dass er eine umfangreiche Sammlung von Zeitungsausschnitten, Postkarten und sogar einzelner Buchseiten anlegte. Schließlich fungierte sie auch noch als Mannequin für Modezeitschriften.
Sie spielte in sechsundzwanzig Produktionen immer eine der Hauptrollen. Ihre letzte Bühnenvorstellung gab sie 1917. Lender starb 64-jährig an den Folgen einer Hirnblutung.

## Rollen (Auswahl)
- 1889: Als la commère in Paris Exposition, Théâtre des Variétés[10]
- 1892: Als Félicie in La bonne à tout faire, Théâtre des Variétés[11]
- 1893: Als Rosalinde in Madame Satan, Théâtre des Variétés[12]
- 1896: Als Léonide in Ferdinand le noceur, Théâtre du Palais-Royal[13]
- 1907: Als Gisèle Vaudreuil in L'éventail, Théâtre du Gymnase[14]
- 1913: Als la baronne in L'institut de beauté, Théâtre des Variétés[15]
- 1917: Rolle unbekannt in Grand'père, Théâtre de la Porte Saint-Martin[16]

## Galerie

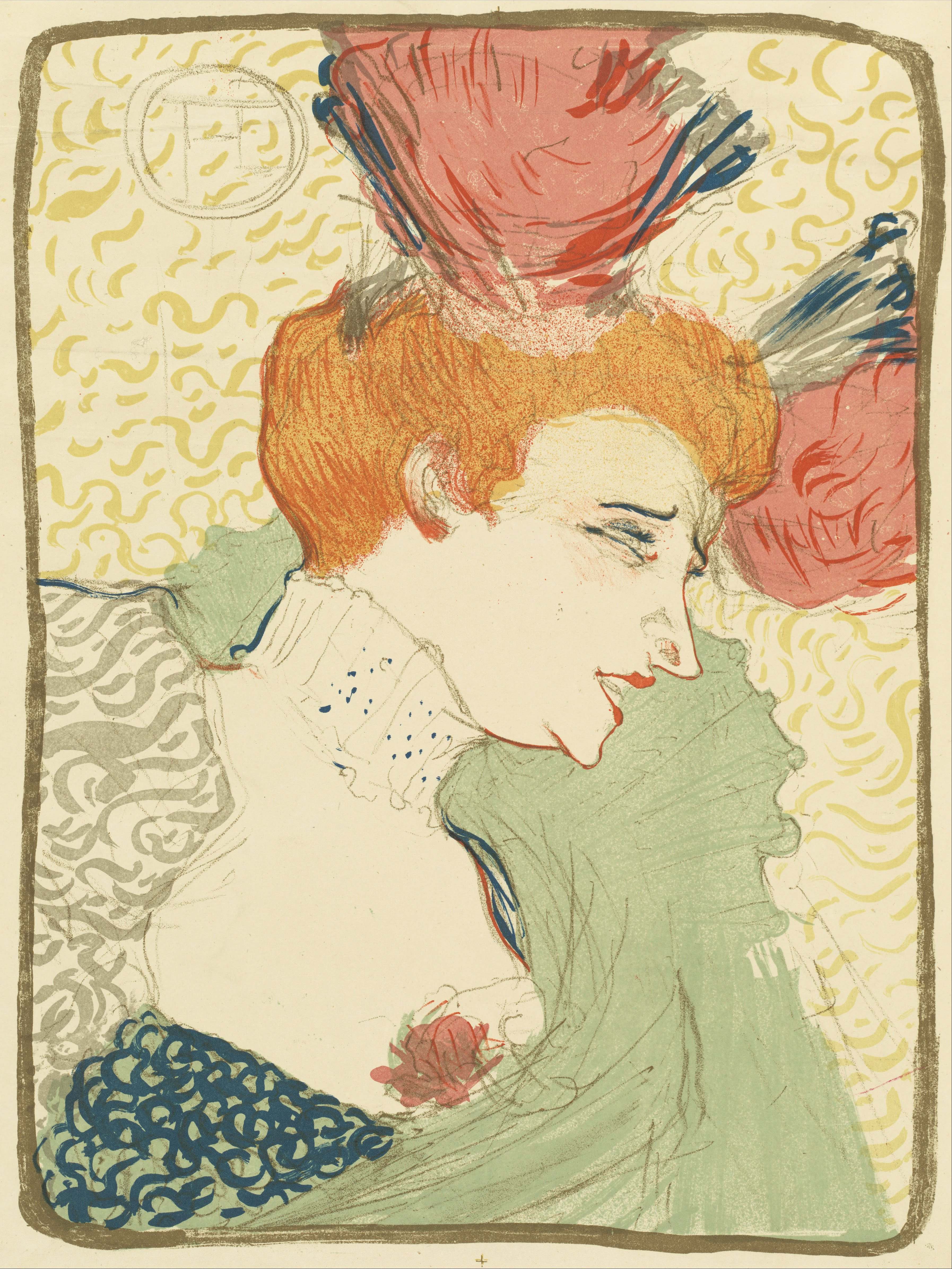
Marcelle Lender (1895)
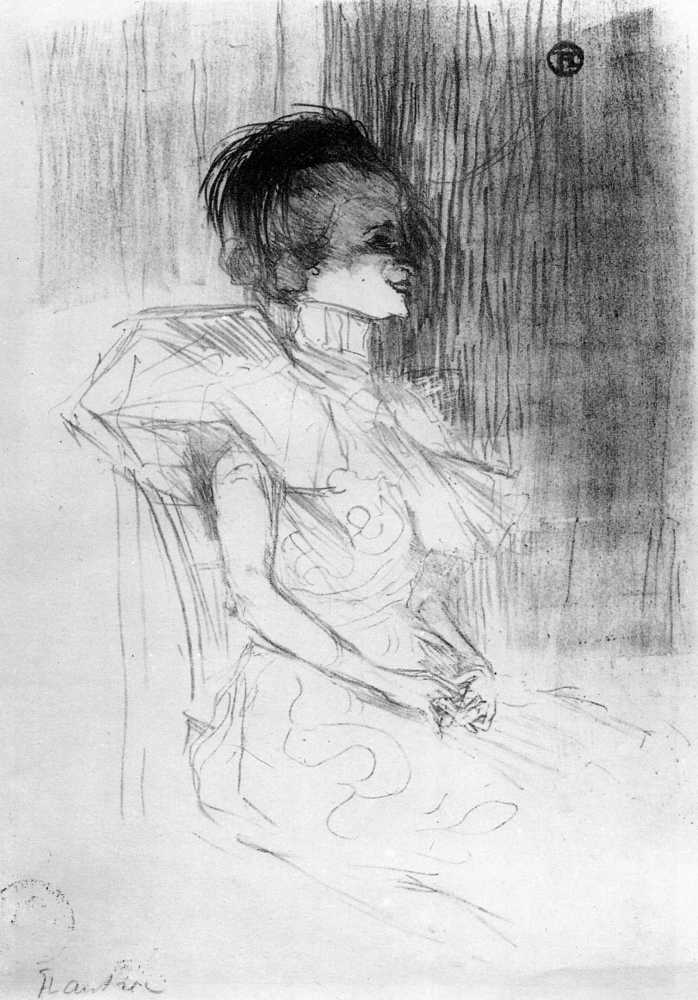
Henri de Toulouse-Lautrec, M. Lender sitzend, 1895